# Mengeš község
Mengeš község (szlovén nyelven Občina Mengeš) Szlovénia 212 alapfokú közigazgatási egységének, azaz községének egyike a Közép-Szlovénia statisztikai régió keleti részén. Adminisztratív központja Mengeš város. A község a történelmi Felső-Krajna régió része. A községet 1995-ben alapították.

## A községhez tartozó települések
A községhez Mengeš székhelyen kívül Dobeno, Loka pri Mengšu és Topole települések tartoznak.

## Népesség
| Lakosok száma | 7223 | 7333 | 7402 | 7407 | 7572 | 7675 | 7716 | 7877 | 8150 | 8402 |
|               | 2008 | 2009 | 2011 | 2012 | 2013 | 2015 | 2016 | 2017 | 2019 | 2020 |